# Anteuil
Anteuil – miejscowość i gmina we Francji, w regionie Burgundia-Franche-Comté, w departamencie Doubs.
Według danych na rok 1990 gminę zamieszkiwało 506 osób, a gęstość zaludnienia wynosiła 21 osób/km² (wśród 1786 gmin Franche-Comté Anteuil plasuje się na 313. miejscu pod względem liczby ludności, natomiast pod względem powierzchni na miejscu 74.).